# Gelebak Dalam
Gelebak Dalam is een bestuurslaag in het regentschap Banyuasin van de provincie Zuid-Sumatra, Indonesië. Gelebak Dalam telt 1903 inwoners (volkstelling 2010).